# バッファロー・ドピュー駅
バッファロー・ドピュー駅（英語：Buffalo – Depew Station）は、ニューヨーク州ドピュー ディック・ロード55にある駅である。当駅はバッファロー・セントラル・ターミナル駅の代替駅として1979年にバッファロー市のアムトラックの主要駅として建設された。
1893年に、この駅の近くにてエンパイア・ステート急行の蒸気機関車（No.999）が、当時最速である時速181kmの速度に達した。

## 沿革
当駅は、1979年10月28日に開業した。バッファロー・セントラル・ターミナル駅は、その日の朝に廃止された。元々の駅舎は以前のミシガン州ディアボーン（ディアボーン駅は1979年10月1日に開業）に建てられた臨時の駅舎として営業していた建物であった。 恒久的な建物は、ニューヨーク州運輸省（New York Department of Transportation）によって建てられた。
2014年9月23日には、バイソンの彫像が駅舎前の芝生の上に捧げられた。かつてバッファロー・セントラル・ターミナル駅内の著名なスポットを占有した同じような作品を彷彿させる。 ファイバーグラス製の彫像のための資金は、ニューヨーク州内の鉄道遺産支援団体によって集められた。

## 利用可能な鉄道路線／列車
アムトラックの停車する列車は下記の通り。
シカゴとニューヨーク・ボストン間の夜行長距離列車レイクショア・リミテッド号…1日1往復停車（当駅にはシカゴ-ニューヨーク間・シカゴ-ボストン間の編成とも停車  オールバニ・レンセラー駅にてボストン編成&ニューヨーク編成と連結/切り離し）
トロントとニューヨーク間の昼行国際列車メープルリーフ号…1日1往復停車
ニューヨーク州ナイアガラフォールズとニューヨーク間の昼行中長距離列車エンパイア・サービス…1日2往復停車（ナイアガラフォールズ (ニューヨーク州)まで運行する便が当駅に停車）

## 駅の周辺
- バッファロー・ナイアガラ国際空港

## ギャラリー

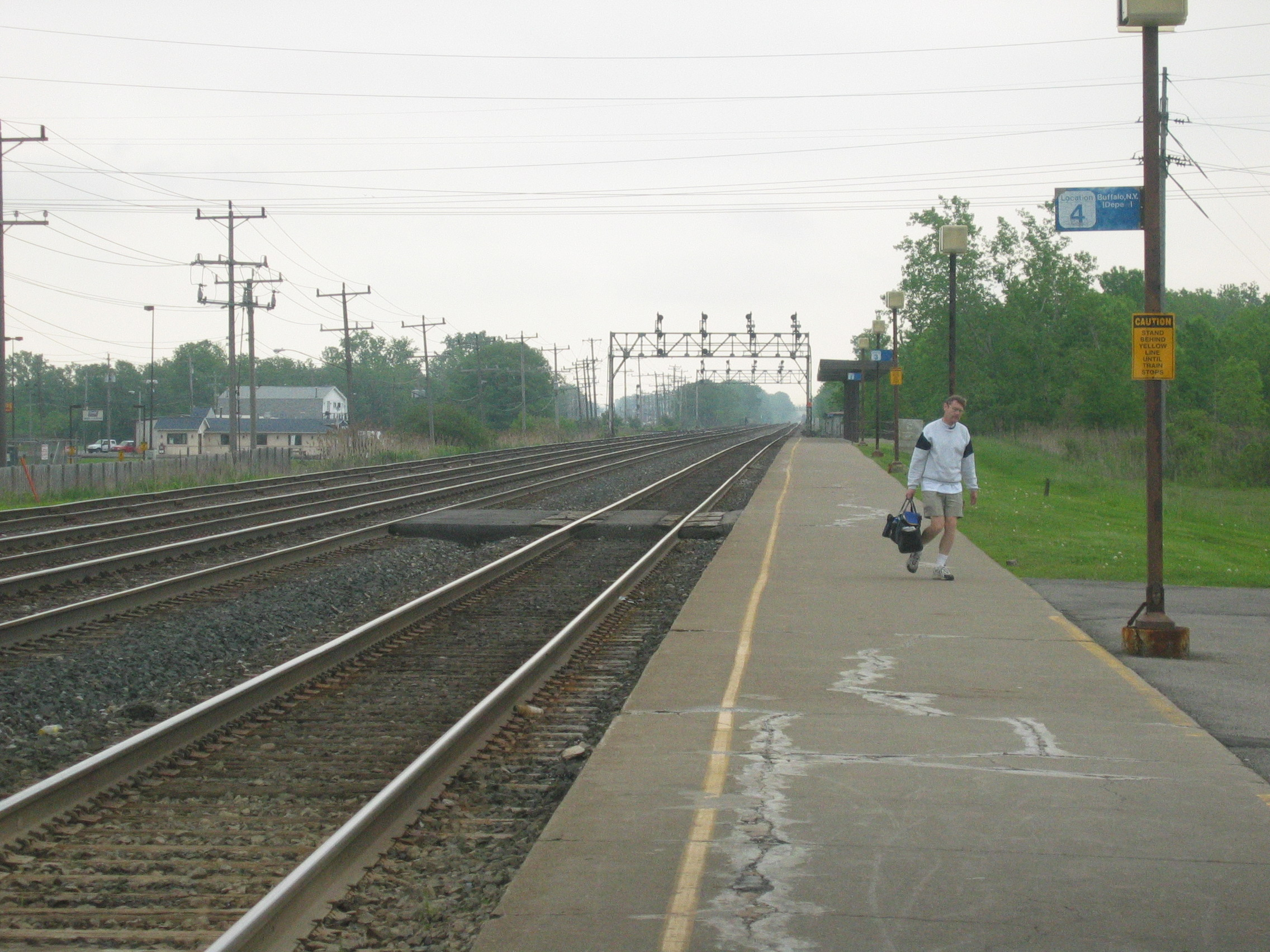
バッファロー・ドピュー駅
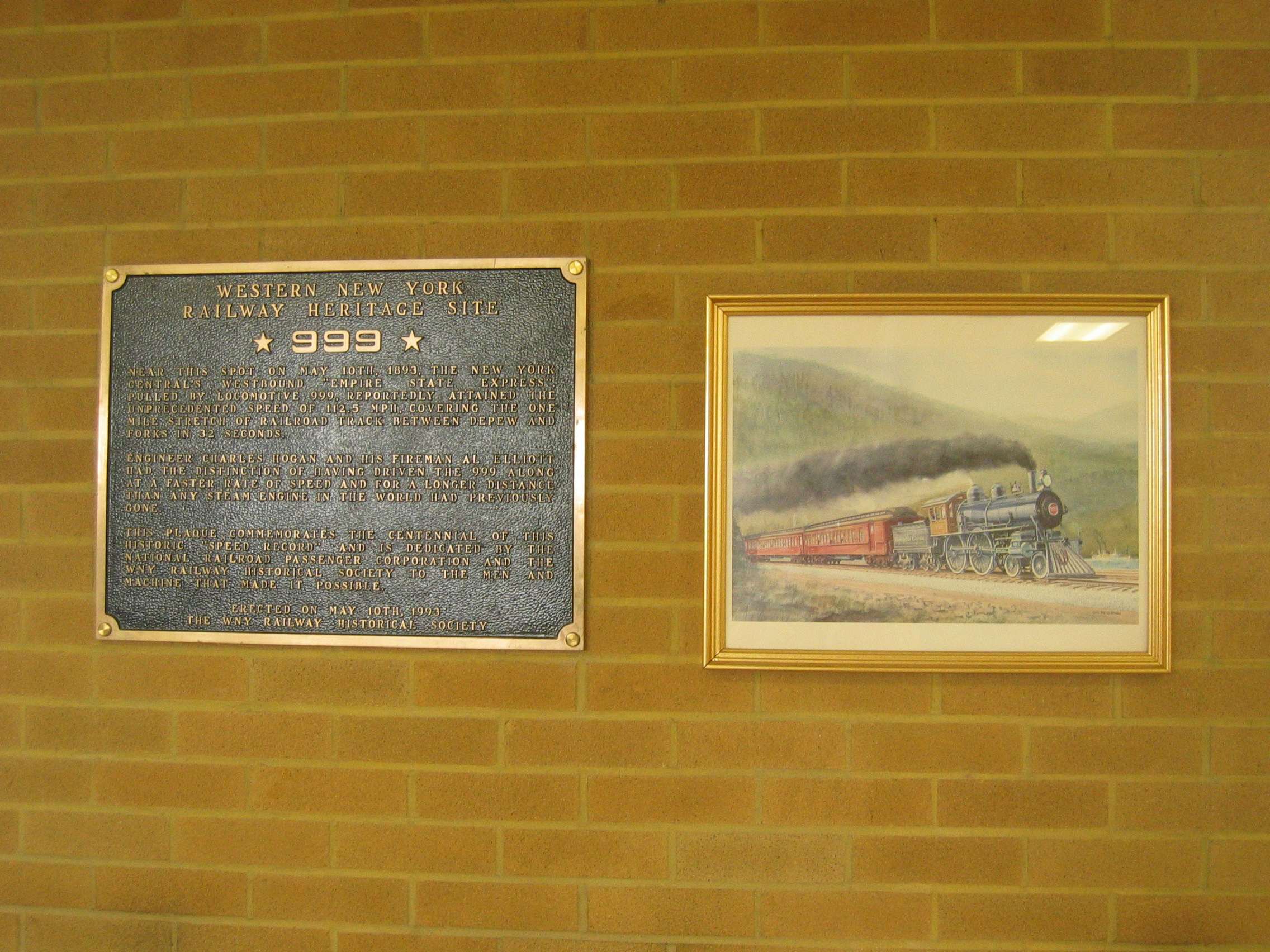
駅の飾り板
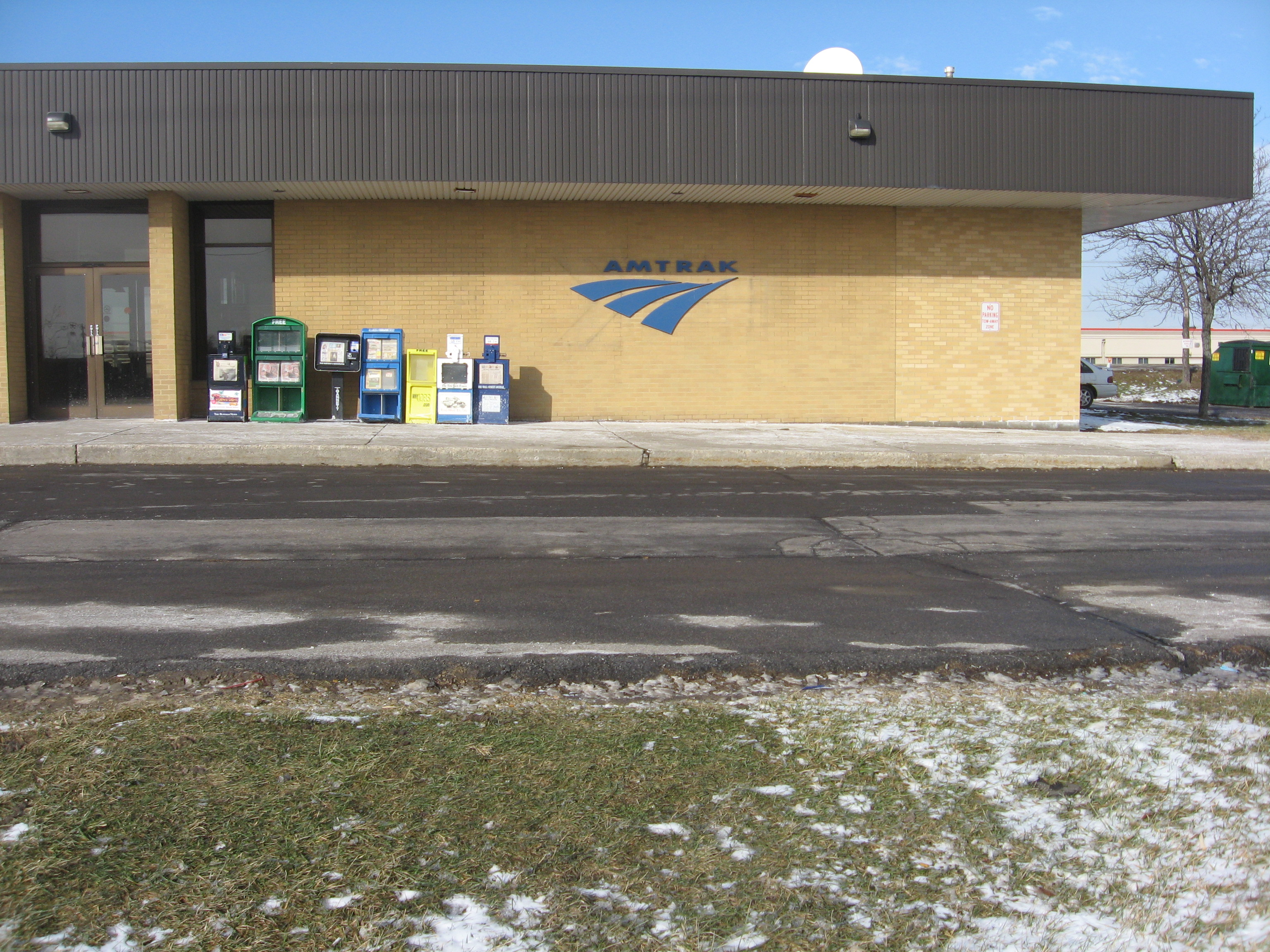
駅舎